# 楽藹
楽藹（がく あい、生没年不詳）は、南朝宋から梁にかけての政治家。字は蔚遠。本貫は南陽郡淯陽県。

## 経歴
晋の尚書令楽広の六世の孫にあたる。代々江陵に居住していた。ある時おじの宗愨が器物をならべて、甥たちを試した。楽藹はまだ幼かったが、書を取っただけだったので、宗愨はこれをもの珍しく思った。またある時、史伝1巻ずつを取って楽藹らに与え、読み終わると書いてあるところを言わせた。楽藹はそらで読み上げたので、宗愨はますます楽藹を可愛がった。
宋の建平王劉景素が荊州刺史となると、楽藹は召されて主簿となった。劉景素が南徐州刺史となると、楽藹は征北刑獄参軍となり、龍陽相に転じた。父が死去すると辞職して喪に服したが、官吏や民衆たちの請願もあり、葬儀が終わると再び起用された。斉の豫章王蕭嶷が荊州刺史となると、楽藹は驃騎行参軍・荊州主簿に任じられて、荊州の行政に参与した。蕭嶷が荊州の風俗や地理について訊ねると、楽藹は明快に答えたので、蕭嶷はますます楽藹を重んじた。蕭嶷が建康に帰還すると、楽藹は太尉刑獄参軍となり、枝江県令に転じた。召還されて大司馬中兵参軍となり、記室をつとめた。
永明8年（490年）、巴東王蕭子響が反乱を起こして敗れると、府舎を焼いてしまい、官衙の文書が消えてなくなってしまった。武帝が楽藹を引見して、荊州のことを訊ねると、楽藹は詳しく答えてみせた。荊州治中として起用され、荊州の行政を再建するよう命じられた。楽藹は民に夫役を負わせることなく、荊州の官衙数百区を修繕した。
永明9年（491年）、豫章王蕭嶷が死去すると、楽藹は辞任して葬儀に赴き、荊州と湘州のもと官吏たちを率いて、墓所に碑を建てさせた。車騎平西録事参軍・歩兵校尉を歴任した。
永元元年（499年）、南康王蕭宝融が西中郎将・荊州刺史となると、楽藹はその下で諮議参軍となった。永元2年（500年）、蕭衍が起兵すると、蕭穎冑は楽藹を召し出して宗夬や劉坦とともに、経略の任にあてた。中興2年（502年）、梁国が建てられると、鎮軍司馬・中書侍郎・尚書左丞に転じた。楽藹は器械や甲冑の製造、戦艦の軍糧調達、朝廷の儀礼や規則の決定などに参与した。まもなく尚書左丞のまま給事黄門侍郎となった。和帝が東下すると、楽藹は道中で衛尉卿を兼ねた。
天監元年（502年）、驍騎将軍に転じ、少府卿を兼ねた。まもなく御史中丞となり、本州大中正を兼ねた。天監2年（503年）、持節・督広交越三州諸軍・冠軍将軍・平越中郎将・広州刺史として出向した。前刺史の徐元瑜が退任して建康に帰る途中、始興郡の人士の乱が起こり、内史の崔睦舒を追放して、徐元瑜の財産も奪われた。徐元瑜は広州に逃げ帰り、楽藹に兵を借りて反乱を討伐したいと申し出た。その実は楽藹を襲おうと計画していたため、楽藹はそのことを察知すると、徐元瑜を処刑した。まもなく征虜将軍に進み、在官のまま死去した。

## 子女
- 楽法才
- 楽法蔵

## 伝記資料
- 『梁書』巻19 列伝第13
- 『南史』巻56 列伝第46